# Urs Bürgi
Urs Bürgi (* 27. August 1909 in Wädenswil; † 13. Juni 1989 in Zürich) war ein Schweizer Politiker (CVP).

## Biografie
Bürgi, der Sohn von Nationalrat Conrad Bürgi, besuchte die Kantonsschule in Zürich und doktorierte 1936 an der Universität Zürich. Er war als Chirurg sowie Urologe tätig und führte ab 1940 eine Privatpraxis. Von 1944 bis 1950 war Bürgi Mitglied der Kreis- und Zentralschulpflege Zürich und der Aufsichtskommission der Höhern Töchterschule Zürich. Er war von 1948 bis 1951 Präsident des Club Felix, einer Vereinigung katholischer Akademiker in Zürich. 
Von 1951 bis 1955 war Bürgi im Zürcher Kantonsrat und ab 1959 als erster christlichsozialer Erziehungsrat tätig. Er wurde 1963 erster christlichsozialer Regierungsrat. Als solcher führte er bis 1975 die Gesundheits- und Fürsorgedirektion. Er fand auf dem Friedhof Enzenbühl seine letzte Ruhestätte.